# Underdog (competição)

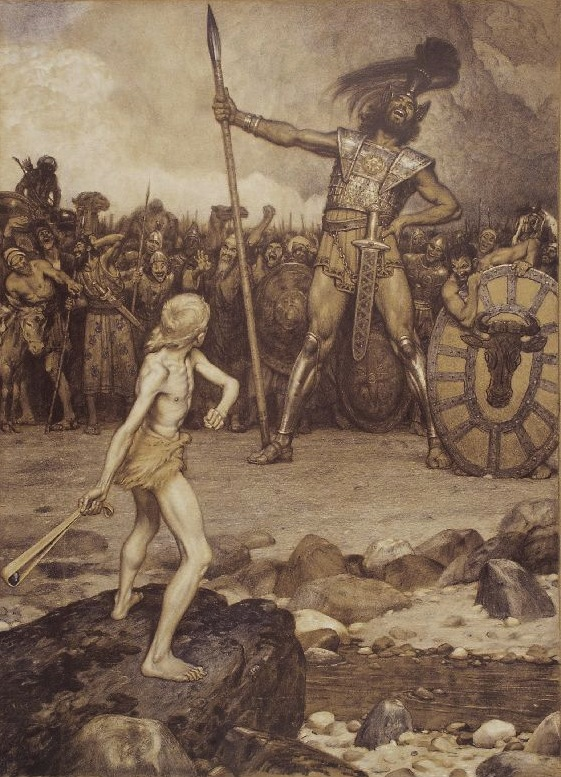
Osmar Schindler - David e Golias, sendo Davi o 'underdog'.

O termo underdog é usado nos países anglófonos para designar o perdedor esperado de uma competição (geralmente política, esportiva, artística ou literária). Uma vitória inesperada do underdog chama-se upset. No português do Brasil, o underdog corresponderia ao chamado azarão ou zebra como na expressão apostar na zebra. O ganhador esperado, ou seja, o indivíduo dominante em uma situação de competição ou numa hierarquia, é chamado de overdog, ou top dog, ou seja, o favorito da competição.
A palavra underdog surgiu nos Estados Unidos, na segunda metade do século XIX, e designava o cão perdedor, no contexto das lutas de cães, um entretenimento muito popular nos países anglófonos, no século XIX.
O uso da palavra se estendeu à política, aplicando-se aos oprimidos ou aos contendores mais frágeis de um conflito.

## Empatia pelounderdog
A tendência à empatia do público com underdogs tem raízes no cristianismo e tem sido de importância fundamental para os movimentos de libertação nacional, direitos civis e promoção de justiça social.
Mas o enquadramente de um determinado grupo como "underdog" ou "overdog" pode variar, em cada momento histórico. Durante a Primeira Guerra dos Bôeres, os  Afrikaanders eram considerados  "underdogs", pois se tratava de um pequeno grupo de pessoas lutando bravamente contra a grandeza do Império britânico. Mas, a partir de 1948, com a introdução do programa político de  Apartheid, os Afrikaners  se tornaram conhecidos como opressores cruéis e racistas, de modo que os negros sul-africanos se tornaram os underdogs.
De modo similar, nos primórdios do movimento sionista, os judeus eram reconhecidos como uma minoria, alvo de perseguições e, posteriormente, genocídio. A criação do Estado de Israel, em 1948, foi considerada como uma vitória desses "underdogs". Nos tempos atuais, no entanto, Israel se converteu em grande potência militar e potência ocupante de Territórios Palestinos, de modo que os árabes palestinos se tornaram os underdogs.
A exibição de um conflito nos meios de comunicação tem grande influência sobre quem é visto como "underdog" ou "overdog", e há uma tendência do público a ter empatia com os mais frágeis. Consequentemente, as partes envolvidas nos vários conflitos acusam frequentemente a mídia internacional de ignorar ou minimizar os sofrimentos do seu próprio lado e de inflar os sofrimentos de seus oponentes.